# Dendrobium fariniferum
Dendrobium fariniferum är en orkidéart som beskrevs av Rudolf Schlechter. Dendrobium fariniferum ingår i släktet Dendrobium, och familjen orkidéer. Inga underarter finns listade i Catalogue of Life.